# 兎たちの暴走
『兎たちの暴走』（うさぎたちのぼうそう、原題：兔子暴力）は、2020年の中国映画。
母娘が娘の同級生を誘拐した実在の事件に着想を得た、母娘の悲劇を映し出すサスペンス・ノワール。これが長編デビュー作となるシェン・ユー監督によると、脚本を書こうとする時期に事件の存在を知りインスパイアされたが、ありのままを映画にしたわけではなく人物やストーリーはすべて脚色してある。
2020年の第33回東京国際映画祭で上映された後、2021年に中国本国で劇場公開された。日本での劇場公開は2023年。

## ストーリー
四川省の寂れた工業都市で、父親と継母と幼い異母弟と暮らす高校生の少女シュイ・チンは、継母に疎まれて家に居場所がない。産まれたばかりの自分を捨てて都会の成都に出ていった実母チュー・ティンの色あせた小さな写真を隠し持ち、心の慰めとしていた。学校では両親が不仲で家に不在がちな金持ちのわがまま少女ジン・シーや、過干渉で暴力をふるう父との貧しい父子家庭の広告モデル少女マー・ユエユエが友人だ。そんなある日、チュー・ティンが突然街に戻ってくる。初めて会う母は憧れていた通りの美しく魅力的な女性で、シュイ・チンはチュー・ティンにどんどん惹かれていく。だがチュー・ティンの帰郷の裏にはある事情が隠されていた。シュイ・チンはやがてチュー・ティンの窮地を知り、母を救うためにマー・ユエユエの誘拐という凶行に走る……。

## キャスト
- シュイ・チン（水⻘）：リー・ゲンシー（李庚希）
- チュー・ティン（曲婷）：ワン・チェン（万茜）
- ジン・シー（金熙）：チャイ・イェ（柴燁）
- マー・ユエユエ（馬悅悅）：ヂォゥ・ズーユェ（周子越）
- シュイ・ハウ（水浩）：シー・アン（是安）
- ラウトゥー（老杜）：ホアン・ジュエ（黄覚）
- ラウマー（老馬）：パン・ビンロン（潘斌龍）
- バイ・ハウウェン（白皓文）：ユウ・ガンイン（兪更寅）

## スタッフ
- 監督：シェン・ユー（申瑜）
- プロデューサー：ファン・リー（方励）、ヤン・フェイフェイ（楊菲菲）
- 共同プロデューサー：チャン・ハンハン（張晗）
- ライン・プロデューサー：リ・イエン（栗顔）、チャオ・ウエイ（趙偉）、チャン・ジエン（張健）
- エグゼクティブ・プロデューサー：リー・ユー（李玉）、ファン・リー（方励）
- 脚本：シェン・ユー（申瑜）、チウ・ユジエ（邱玉潔）、ファン・リー（方励）
- 撮影：ワン・シチン（汪士卿）
- 音楽：ペイマン・ヤズダニアン
- 録音：マー・イー（馬漪）
- 編集：シエン・ションウェン（咸盛元）
- 衣装：ワン・タウ（汪韜）
- キャスティングディレクター：リウ・チャン（劉暢）
- アートディレクター：チャン・ジエタウ（張傑濤）
- VFXディレクター：ア・トゥンリン（阿冬林）